# Płynność ruchu
Płynność ruchu – określenie w języku potocznym używane przez kierowców oraz pozostałych użytkowników systemów transportowych; Pojęcie pojawia się również w mediach i prasie, a opisuje parametr, który Polsce w inżynierii ruchu drogowego może być określany przez poziom swobody ruchu (PSR). PSR mierzony jest odmiennie dla odcinków dróg i odmiennie dla skrzyżowań, a jego opis werbalny uzupełniany jest przez obliczenie wybranych charakterystyk ruchu (dla dróg: gęstość ruchu, średnia prędkość samochodów osobowych, stopień wykorzystania przepustowości, krytyczne natężenie ruchu, procent czasu jazdy w kolumnie, średnia prędkość podróży; dla skrzyżowań: średnie straty czasu i kolejki tworzące się na wlotach), których wartości pozwalają przypisać określony PSR do warunków panujących na drodze lub skrzyżowaniu. Pojęcie to pojawia się w publikacjach rządowych, a także w prawie o ruchu drogowym w wielu punktach, jednocześnie nie definiując go.
Określenie płynności ruchu jest oceną subiektywną, gdzie postrzeganie ruchu płynnego różni się w zależności od sposobu wykorzystania samochodu. Na przykład podczas badań w 2009 roku 5,3% pasażerów uznało, że za utrudnienia utrzymania płynności ruchu w mieście odpowiadają różnego rodzaju zdarzenia losowe.Takie zdanie miało w tamtym czasie 13,2% kierowców. Z kolei w badaniach z 2014 roku ponad 15,6% pasażerów wskazało ten czynnik, a kierowców było 13,4%. Przeprowadzony test χ2 dla odpowiedzi na pytanie 1 i 2 wskazuje, że podział respondentów według grupy osób (podział według sposobu wykorzystania samochodu przez osoby ankietowane) nie jest zasadny dla obszaru aglomeracji górnośląskiej, a jest zasadny dla miasta Bielsko-Biała.
Płynność ruchu może też być postrzegana jako ocena poziomu kongestii w mieście oceniana na podstawie prędkości osiąganej przez kierowców oraz liczby aut w potokach komunikacyjnych.